# 民主與人權黨
民主與人權黨，是緬甸的一個政黨，代表若開邦北部的羅興亞人。

## 歷史
該黨成立於1989年，最初被稱為全國人權民主黨並在1990年大選中爭奪八個議席，最終它獲得了1％的選票，贏得了4個議席。其議員包括努爾·艾哈邁德，Chit Lwin Ebrahim，法扎爾·艾哈邁德和Shamsul Anwarul Huq。
在被緬甸軍政府禁止活動後，它繼續流亡，2003年在紐約市成立了國家民主黨（流亡）。該黨在2015年緬甸大選中登記為民主與人權黨，但其十八名候選人中只有三人獲准參選，其中沒有一人是羅興亞人。